# Gérard Isbecque
Gérard Isbecque, né le 15 mars 1897 à Roubaix et mort le 3 août 1970 à Roubaix, est un footballeur international français.

## Biographie
Son poste de prédilection est attaquant. Il compte quatre sélections en équipe de France de football, Belgique-France au Parc Duden à Bruxelles en 1923, France-Belgique au stade Buffalo à Montrouge en 1924 puis Suisse-France au stade des Charmilles à Genève en 1924, enfin Belgique-France à Molenbeek, stade du Daring club en 1924.
L'équipe de France fit une tournée en Norvège, en juin 1922, avec une formation expérimentale comportant neuf néo-internationaux (dont Roger Ébrard, survivant de la finale de la Coupe de France de 1918). Elle sera battue deux fois, le 6 juin à Stavanger (2-3) et le 11 juin à Oslo (0-7). Le second match était originellement conclu comme match international A et considéré comme tel par les Norvégiens. Il se déroula en présence du roi Haakon VII de Norvège, des ambassadeurs des deux pays, des représentants des deux fédérations, dont Henri Delaunay pour la France. Mais pour des raisons qu'on ignore, la F.F.F.A. demanda ensuite à la fédération norvégienne l'annulation du caractère officiel de ce match qui ne compte pas pour une sélection A.

## Clubs successifs
- RC Roubaix

## Carrière
Élégant, bon dribbleur, Gérard se révéla au sein de la sélection de la ligue du Nord, et ses belles performances le conduisirent en équipe de France A où il retrouva avec grand plaisir ses coéquipiers de club Raymond Dubly et Raymond Wattine.